# Dayo Okeniyi
Dayo Okeniyi (* 14. Juni 1988 in Lagos als Oladayo A. Okeniyi) ist ein nigerianischer Schauspieler, der durch seine Rolle des Thresh in Die Tribute von Panem – The Hunger Games bekannt wurde.

## Leben
Dayo Okeniyi ist der Sohn eines pensionierten Zollbeamten und einer Literaturlehrerin aus Kenia. Er hat fünf Geschwister. Im Jahr 2003 zog er mit seiner Familie nach Indiana. Dort besuchte er die Heritage Christian School und studierte an der Anderson University visuelles Kommunikationsdesign. Nach dem Abschluss seines Studiums mit dem Bachelor 2009 zog er nach Los Angeles, wo er mit anderen Absolventen der Anderson University und Schauspielern zusammenlebte.
Dayo Okeniyi spielte zunächst in Theatern und Kurzfilmen mit und wurde dann für die Rolle des Thresh in Die Tribute von Panem – The Hunger Games gecastet.

## Filmografie (Auswahl)
- 2010: Eyes to See (Kurzfilm)
- 2011: Lions Among Men (Kurzfilm)
- 2012: Die Tribute von Panem – The Hunger Games (The Hunger Games)
- 2012: Prairie Dogs (Fernsehfilm)
- 2013: The Spectacular Now – Perfekt ist jetzt (The Spectacular Now)
- 2013: Revolution (Fernsehserie, Folge 1x14 Die Nacht, in der die Lichter in Georgia ausgingen)
- 2013: Runner Runner
- 2013: Slew Hampshire
- 2013: Cavemen
- 2014: Endless Love
- 2014: Bones – Die Knochenjägerin (Bones, Fernsehserie, Folge 9x14 Ein Meister vor die Säue)
- 2015: Terminator: Genisys
- 2016–2018: Shades of Blue (Fernsehserie, 36 Folgen)
- 2019–2022: See – Reich der Blinden (See, Fernsehserie, 6 Folgen)
- 2020: Renn, Liebling, Renn (Run Sweetheart Run)
- 2020: Emperor
- 2021: Queenpins
- 2022: Fresh
- 2022: Rise
- 2023: Hypnotic
- seit 2024: Dark Matter – Der Zeitenläufer (Dark Matter, Fernsehserie)